# أركاديا (ويسكونسن)
أركاديا (بالإنجليزية: Arcadia, Wisconsin)‏ هي بلدة و fourth-class city تقع في الولايات المتحدة في مقاطعة ترمبيلاو (ويسكونسن). يقدر عدد سكانها بـ 2,925 نسمة ومساحتها 7.43 كم2 .

## التركيبة السكانية
قام مكتب تعداد الولايات المتحدة بتحديد بيانات التركيبة السكانية لأركاديا في تعداد الولايات المتحدة. في ما يلي، التركيبة السكانية حسب تعدادي 2000 و2010.

### تعداد عام 2000
بلغ عدد سكان أركاديا 2,400 نسمة بحسب تعداد عام 2000، وبلغ عدد الأسر 1,038 أسرة وعدد العائلات 594 عائلة مقيمة في المدينة. في حين سجلت الكثافة السكانية 905.2 نسمة لكل ميل مربع (349.5/كم2). وبلغ عدد الوحدات السكنية 1,112 وحدة بمتوسط كثافة قدره 419.1 نسمة لكل ميل مربع (161.8/كم2).
وتوزع التركيب العرقي للمدينة بنسبة 97.92% من البيض و 0.12% من الأمريكيين الأصليين و 0.25% من الأمريكيين ذوي الأصول الآسيوية و 0.12% من الأمريكيين الأفارقة و 0.62% من عرقين مختلطين أو أكثر.
بلغ عدد الأسر 1,038 أسرة كانت نسبة 27.6% منها لديها أطفال تحت سن الثامنة عشر تعيش معهم، وبلغت نسبة الأزواج القاطنين مع بعضهم البعض 41.8% من أصل المجموع الكلي للأسر، ونسبة 9.2% من الأسر كان لديها معيلات من الإناث دون وجود شريك، وكانت نسبة 42.7% من غير العائلات. تألفت نسبة 35.9% من أصل جميع الأسر من أفراد ونسبة 14.9% كانوا يعيش معهم شخص وحيد يبلغ من العمر 65 عاماً فما فوق. وبلغ متوسط حجم الأسرة المعيشية 2.90، أما متوسط حجم العائلات فبلغ 2.23.
بلغ العمر الوسطي للسكان 37 عاماً. وكانت نسبة 23.2% من القاطنين تحت سن الثامنة عشر، وكانت نسبة 8.1% بين الثامنة عشر والأربعة وعشرون عاماً، ونسبة 30.9% كانت واقعةً في الفئة العمرية ما بين الخامسة والعشرون حتى والأربعة وأربعون عاماً، ونسبة 19.7% كانت ما بين الخامسة والأربعون حتى الرابعة والستون، ونسبة 18.1% كانت ضمن فئة الخامسة والستون عاماً فما فوق. يوجد لكل 100 أنثى 93.7 ذكر، ويوجد لكل 100 أنثى في الثامنة عشر من عمرها فما فوق 89.2 ذكر.
بلغ متوسط دخل الأسرة في المدينة 31,571 دولار، أما متوسط دخل العائلة فبلغ 44,063 دولار. وكان متوسط دخل الذكور 29,133 دولار مقابل 23,255 دولار للإناث. وسجل دخل الفرد الخاص بالمدينة 17,157 دولار. وكانت نسبة 6.0% من العائلات ونسبة 9.1% من السكان تحت خط الفقر، وكان من هؤلاء نسبة 10.5% تحت سن الثامنة عشر ونسبة 11.0% في الخامسة والستين من العمر وما فوق.

### تعداد عام 2010
بلغ عدد سكان أركاديا 2,925 نسمة بحسب تعداد عام 2010، وبلغ عدد الأسر 1,114 أسرة وعدد العائلات 649 عائلة مقيمة في المدينة. في حين سجلت الكثافة السكانية 1,019.2 نسمة لكل ميل مربع (393.5/كم2). وبلغ عدد الوحدات السكنية 1,207 وحدة بمتوسط كثافة قدره 420.6 لكل ميل مربع (162.4/كم2).
وتوزع التركيب العرقي للمدينة بنسبة 73.4% من البيض و 0.3% من الأمريكيين الأصليين و 0.6% من الأمريكيين ذوي الأصول الآسيوية و 0.8% من الأمريكيين الأفارقة و 2.1% من عرقين مختلطين أو أكثر.
بلغ عدد الأسر 1,114 أسرة كانت نسبة 34.3% منها لديها أطفال تحت سن الثامنة عشر تعيش معهم، وبلغت نسبة الأزواج القاطنين مع بعضهم البعض 38.8% من أصل المجموع الكلي للأسر، ونسبة 11.1% من الأسر كان لديها معيلات من الإناث دون وجود شريك، بينما كانت نسبة 8.3% من الأسر لديها معيلون من الذكور دون وجود شريكة وكانت نسبة 41.7% من غير العائلات. تألفت نسبة 32.4% من أصل جميع الأسر من أفراد ونسبة 14.4% كانوا يعيش معهم شخص وحيد يبلغ من العمر 65 عاماً فما فوق. وبلغ متوسط حجم الأسرة المعيشية 3.16، أما متوسط حجم العائلات فبلغ 2.55.
بلغ العمر الوسطي للسكان 32.9 عاماً. وكانت نسبة 26.7% من القاطنين تحت سن الثامنة عشر، وكانت نسبة 9% بين الثامنة عشر والأربعة وعشرون عاماً، ونسبة 29.7% كانت واقعةً في الفئة العمرية ما بين الخامسة والعشرون حتى والأربعة وأربعون عاماً، ونسبة 20.2% كانت ما بين الخامسة والأربعون حتى الرابعة والستون، ونسبة 14.3% كانت ضمن فئة الخامسة والستون عاماً فما فوق. وتوزع التركيب الجنسي للسكان بنسبة 51.9% ذكور و48.1% إناث.